# Strophanthus gerrardii
Strophanthus gerrardii är en oleanderväxtart som beskrevs av Otto Stapf. Strophanthus gerrardii ingår i släktet Strophanthus och familjen oleanderväxter. Inga underarter finns listade i Catalogue of Life.